# Aleurodicus machili
Aleurodicus machili es un hemíptero de la familia Aleyrodidae, con una subfamilia: Aleyrodinae. Fue descrita científicamente en 1931 por Takahashi.